# Брауэр, Трой
Трой Бра́уэр (англ. Troy Brouwer; род. 17 августа 1985, Ванкувер, Британская Колумбия, Канада) — канадский хоккеист, правый нападающий. Обладатель Кубка Стэнли в составе «Чикаго Блэкхокс» в 2010 году.

## Карьера игрока

### Ранние годы
Трой Брауэр получил образование в средней школе Норт Дельта в Британской Колумбии, Канада.
Свою хоккейную карьеру он начинал в команде «Мус Джо Уорриорз» из Западной хоккейной лиги (WHL). Во время сезона 2005/06 Трой был капитаном команды и заработал 102 очка в 72 играх, за что был удостоен приза «Боб Кларк Трофи». Этот сезон стал для него заключительным в «Мус Джо Уорриорз».

### Клубная карьера
Брауэр был выбран клубом «Чикаго Блэкхокс» на драфте НХЛ 2004 года в седьмом раунде под общим 214-м номером. В сезоне 2006/07 он выступал за фарм-клуб в АХЛ «Норфолк Эдмиралс», набрав по итогам чемпионата 79 очков и попав в сборную молодых звёзд АХЛ. Также в этом сезоне состоялся его дебют в НХЛ, где он провёл 10 игр в составе «Чикаго Блэкхокс».
Сезон 2007/08 Брауэр снова провёл в АХЛ в фарм-клубе — «Рокфорде Айсхогс». 23 марта 2008 года он был вызван в «Чикаго» на две игры, в одной из которых забросил свою первую шайбу в НХЛ в ворота «Сент-Луис Блюз».
9 июня 2010 года Брауэр с «Блэкхокс» выиграл Кубок Стэнли.
В сезоне 2010/11 Брауэр провёл 79 матчей, забросив 17 шайб и отдав 19 передач. Летом 2011 года «Чикаго» обменял форварда в «Вашингтон Кэпиталз». Взамен «Ястребы» получили право выбора в первом раунде драфта НХЛ 2011 года (26-й пик). Трой Брауэр подписал двухлетний контракт со столичным клубом на сумму $ 4,7 млн.
8 декабря 2011 года Брауэр в матче с «Оттавой» (5:3) сделал так называемый «хет-трик Горди Хоу»: забил гол, отдал голевую передачу и подрался. В начале первого периода Трой подрался с Джесси Уинчестером, в начале второго – ассистировал Джеффу Хэлперну, в концовке третьей двадцатиминутки – забросил победную шайбу.
14 января 2012 года нападающий в матче с «Тампой-Бэй Лайтнинг» (4:3) оформил первый хет-трик в карьере.
В сентябре 2012 года клуб продлил контракт с Брауэром на 3 года, за которые форвард заработал $ 11 млн.
В феврале 2015 года игра против «Лос-Анджелес Кингз» стала для Брауэра 500-й в регулярных сезонах и 262-й за «Кэпиталз».
2 июля 2015 года хоккеист был обменян в «Сент-Луис Блюз» как часть сделки по переходу в «Вашингтон Кэпиталз» Ти Джея Оши.
После окончания контракта заключил 4-летний контракт с «Калгари Флэймз» на сумму $ 18 млн.
Спустя 2 года после заключения контракта, летом 2018 года контракт игрока был выкуплен. После этого Брауэр заключил 1-летний контракт на $ 850 тыс. с  «Флоридой Пантерз».

## Статистика
| Легенда | Легенда                    | Легенда | Легенда                   | Легенда | Легенда    |
| ------- | -------------------------- | ------- | ------------------------- | ------- | ---------- |
| И       | Количество проведённых игр | Штр     | Штрафное время            | +/−     | Плюс-минус |
| Г       | Голы                       | П       | Голевые передачи          | О       | Очки       |
| -       | Статистика неизвестна      | —       | Статистика не учитывалась |         |            |

## Достижения

### Командные
НХЛ
| Год  | Команда         | Достижение              | Достижение |
| ---- | --------------- | ----------------------- | ---------- |
| 2010 | Чикаго Блэкхокс | Обладатель Кубка Стэнли |            |

### Личные
Юниорская карьера
| Год  | Команда          | Достижение                                                          | Достижение |
| ---- | ---------------- | ------------------------------------------------------------------- | ---------- |
| 2006 | Мус Джо Уорриорз | Попадание во вторую Сборную всех звёзд CHL                          |            |
| 2006 | Мус Джо Уорриорз | Попадание в первую Сборную всех звёзд Восточной конференции WHL (2) |            |
| 2006 | Мус Джо Уорриорз | Обладатель «Боб Кларк Трофи»                                        |            |

АХЛ
| Год  | Команда          | Достижение                                 | Достижение |
| ---- | ---------------- | ------------------------------------------ | ---------- |
| 2007 | Норфолк Эдмиралс | Участник Матча всех звёзд                  |            |
| 2007 | Норфолк Эдмиралс | Попадание в Сборную молодых звёзд АХЛ      |            |
| 2007 | Норфолк Эдмиралс | Попадание во вторую Сборную всех звёзд АХЛ |            |